# Joševica
Joševica is een plaats in de gemeente Glina in de Kroatische provincie Sisak-Moslavina. De plaats telt 77 inwoners (2001).